# 1557 Roehla
1557 Roehla eller 1942 AD är en asteroid i huvudbältet, som upptäcktes 14 januari 1942 av den tyske astronomen Karl Wilhelm Reinmuth i Heidelberg. Den har fått sitt namn efter den svenske doktorn Lars Roehl.
Asteroiden har en diameter på ungefär 18 kilometer och den tillhör asteroidgruppen Eos.